# Stigmella abutilonica
Espèce
Stigmella abutilonica est une espèce de lépidoptères (papillons) de la famille des Nepticulidae, de la sous-famille des Nepticulinae. Elle est endémique d'Afrique du Sud.
Les chenilles se nourrissent sur la plante Abutilon grantii. Elles minent probablement les feuilles de leur plante hôte.